# Antonio Gaztañeta
José Antonio de Gaztañeta (Mutriku, 1656 - Madrid, 1728) fou un mariner espanyol.
Quan només tenia dotze anys, el seu pare, capità de l'Armada, l'embarcà amb ell, tenint cura que, ensems de l'ensenyança pràctica, adquirís coneixements tècnics més extensos de la professió, especialment els de matemàtiques, cosmografia i pilotatge, en què arribà a destacar i molt aviat deuria utilitzar, ja que havent mort el seu pare a Veracruz, hagué d'encarregar-se de la derrota del navili que aquell havia comandat fins aleshores, sortint airós del primer assaig amb un feliç viatge fins al port de Pasaia.
El 1684 aconseguí el nomenament de pilot de l'armada reial de l'Oceà, i dos anys després, amb el grau de capità de mar, se l'anomenà pilot major de la mateixa armada reial, càrrec de gran responsabilitat i importància, car posava a les seves mans la direcció del nucli principal de les forces navals de l'Estat; lloc que justificà merèixer, donant a editar el Norte de navegación hallado por el cuadrante de reducción el qual es va imprimir a Sevilla el 1692.
Anomenat capità de mar i de guerra de la Capitania Reial amb honors d'almirall, desallotjà amb la seva esquadra als anglesos de Darien el 1699, aconseguint poc temps després el grau d'almirall reial. Felip V d'Espanya li encarregà més tard la construcció de bucs, que feien falta per a defensar les costes de les escomeses d'anglesos i holandesos i reforçar l'esquadra, i malgrat desconèixer l'art de la construcció, es dedicà amb fe al seu estudi, redactà el corresponent projecte, que fou sotmès al Consell de Guerra i Junta de l'Armada, i ensems de l'aprovació assolí el nomenament de superintendent general de les drassanes de Cantàbria, amb amples facultats per l'organització de la mestrança i de la comptabilitat i intervenció de materials i jornals.

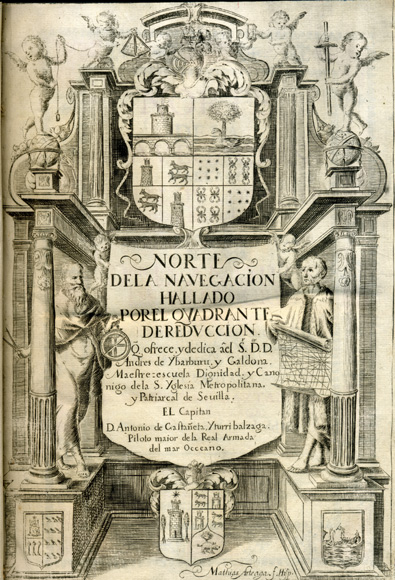
Portada del llibre, Norte de navegación hallado por el cuadrante de reducción

A Zorroza posà la quilla al navili Salvador de 74 canons, que per les seves bones condicions fou molt elogiat tant per espanyols com per estrangers; després en va fer altres sis d'iguals per l'Armada i diversos més per la Casa de Contractació de Sevilla i per la carrera d'Amèrica, avantatjant molt tots ells als vaixells antics, i principalment les fragates, que assoliren una velocitat no coneguda fins aleshores. A tal punt de la perfecció arribà Gaztañeta en la construcció de les naus sota la seva fèrula, que havent els holandesos capturat una d'aquelles fragates, prengueren els seus gàlibs, ordenant l'Almirallat que per aquests se'n fessin altres semblants per als creuers de l'Índia Oriental.
Gaztañeta també es distingí de forma notable en els diversos combats navals en què prengué part, malgrat que en el de Sicília, a la batalla del cap Passaro fou vençut i fet presoner per l'almirall anglès Byng, després d'una desesperada lluita en la que va rebre diverses ferides.

## Publicacions
- Cuadrante geométrico universal para la conversión esfèrica á lo plano, aplicado al arte de navegar (1693).
- Proporciones de las medidas més esenciales para la fàbrica de navios y fragates de guerra, que pueden muntar desde 80 cañones hasta 100, con la explicación de la construcción de la barenga maestra, plano y perfil particular del navio de 70 cañones, con los largos, gruesos y ancatos de los materiales, escrito de orden del rey (Madrid, 1720)